# Rodzina człowiecza
Rodzina człowiecza (The Family of Man) – amerykańska wystawa fotograficzna, której kuratorem był Edward Steichen. Po odrestaurowaniu od 1994 roku jest prezentowana na zamku Clervaux w Luksemburgu. W 2003 roku została wpisana przez UNESCO na listę Pamięć Świata.

## Historia
Dyrektor działu fotografii w Museum of Modern Art (MoMA) Edward Steichen wraz ze współpracownikami zdjęcia do wystawy wybierali i gromadzili przez cztery lata od 1951 roku rozpoczynając. Tytuł wystawy The Family of Man został zaczerpnięty z przemówienie Abrahama Lincolna, a Edward Steichen został jej kuratorem. Wystawa została zaprezentowana w MoMA od 24 stycznia do 8 maja 1955 roku. Obejrzało ją 250 tysięcy ludzi. Następnie Amerykańska Agencja Informacyjna uznając wystawę za osiągnięcie kultury amerykańskiej pokazała dziesięć różnych wersji w 91 miastach i 38 krajach. Obejrzało ją w latach 1955–1962 ponad 9 milionów ludzi. Dokumentalne fotografie pogrupowano w trzydziestu siedmiu sekcji tematycznych, które miały być częścią historii ludzkiego życia. W Polsce była prezentowana od września 1959 do maja 1960 roku.

## Prezentacja w Luksemburgu

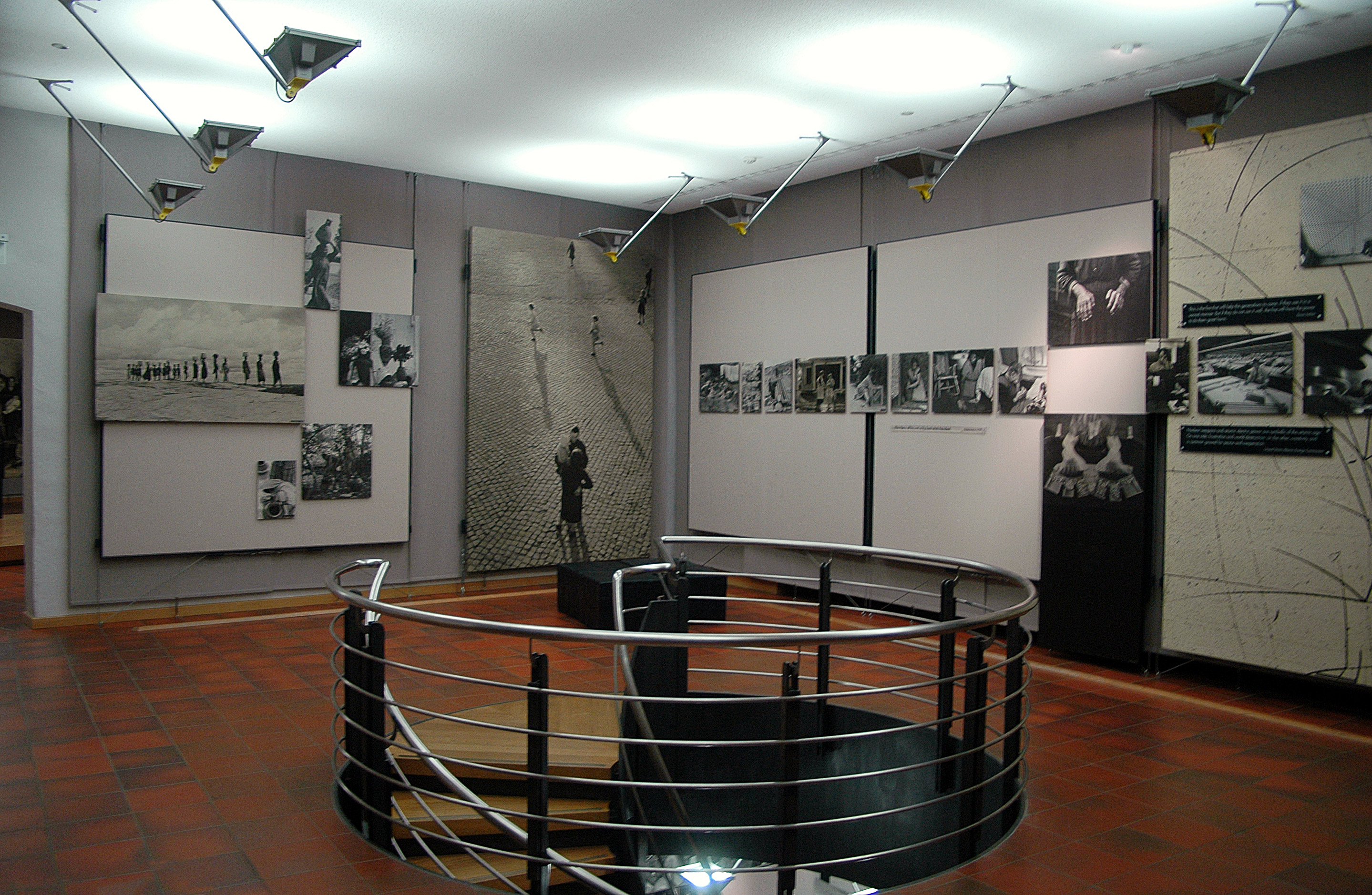
Fragment wystawy w Clervaux.

23 listopada 1964 roku William R. Rivkin ambasador Stanów Zjednoczonych w Luksemburgu zaproponował ministrowi kultury przekazanie jednej z podróżujących wersji wystawy do Luksemburga. Została ona przekazana do Narodowe Muzeum Archeologii, Historii i Sztuki w Luksemburgu, gdzie pokazano ją w 1965 roku. W 1966 podczas wizyty Steichena w swoim rodzinnym kraju pokazano jej fragmenty, a on sam zalecał wystawienie jej w zamku w Clervaux. W 1975 roku w zamku wyeksponowano połowę paneli, nie zachowując jednak porządku chronologicznego. Pozostałe panele umieszczono w złych warunkach na strychu. W 1986 roku panele zostały przeniesione do nowego Centre national de l'audiovisuel. Na początku lat 90. XX wieku zespół kierowany przez włoską konserwatorkę Silvię Berselli przeprowadził renowację fotografii. Od 1994 roku wystawa jest pokazywana w całości na zamku w Clervaux, po odpowiednim przystosowaniu jego wnętrz. W latach 2010–2013 nie była pokazywana z powodu remontu i ponownej renowacji. Od lipca 2013 roku została ponownie udostępniona publiczności. Na oryginalnej wystawie zaprezentowano 503 czarno-białe panele z fotografiami z 68 krajów, które miały różny format od 24x36 cm do 300x400 cm. Obecnie w Clervaux są prezentowane 483 panele ze zdjęciami, ponieważ 18 zdjęć jeszcze przed przyjazdem do Luksemburga nie było pokazywanych w tej wersji wystawy, zaginęły lub zostały wymienione przez samego Steichena. Muzeum w zamku w Clervaux podlega Centre national de l'audiovisuel. Od czerwca 1994 roku do 2002 roku wystawę odwiedziło 163 000 osób.

## Prezentacja w Polsce
W 1959 roku wystawa była prezentowana w polskich miastach. Za jej organizację odpowiadało Ministerstwo Kultury i Sztuki oraz ZPAF. Wystawa jesienią 1959 roku była prezentowana w Warszawie, potem we Wrocławiu, a na początku 1960 roku w Wałbrzychu i Jeleniej Górze. Od 5 marca 1960 roku pokazywano ją w Pałacu Sztuki w Krakowie, potem w Poznaniu, a w dniach 10–31 maja 1960 roku w Dąbrowie Górniczej.

## Wpis na listę Pamięć Świata
W 2002 roku UNESCO postanowiło wpisać wystawę na listę Pamięć Świata. Argumentem był fakt, że jest to jedyna zachowana oryginalna wersja wystawy, ponieważ inne istniejące wersje zostały zniszczone lub podzielone. Mniejsza wersja jest przechowywana w Muzeum Folkwang w Essen. Nie ma możliwości jej ponownego opracowania na podstawie oryginalnych negatywów, ponieważ zostały one zwrócone właścicielom. Dodatkowo MoMA nie ma możliwości wystawienia ponownie wystawy, a wystawa z zamku Clervaux nie nadaje się do przewożenia.

## Nawiązania
- W 1966 roku Władysław Ślesicki nakręcił film Rodzina człowiecza, którego inspiracją była prezentowana w Polsce wystawa. Pokazuje on jeden dzień rodziny Książkowskich mieszkającej na Pojezierzu Augustowskim[9][10].
- W 2014 roku Michal Jelski w Bunkrze Sztuki pokazał wystawę Rodzina Człowiecza, która nie tylko tytułem nawiązywała do historycznej wystawy[11].